# دیپوکه
دیپوکه (به انگلیسی: Depoke) یک منطقهٔ مسکونی در پاکستان است که در پنجاب واقع شده‌است. دیپوکه ۲۴۶ متر بالاتر از سطح دریا واقع شده‌است.